# Папская лира
Папская лира (итал. Lira pontificia) — денежная единица Папской области, заменившая в 1866 году папский скудо по курсу 5,375 лиры = 1 скудо; была равна итальянской лире. Лира делилась на 20 сольдо или 100 чентезимо. Была в обращении до 1870 года.

## Монеты
Существовали медные монеты достоинством в 1 чентезимо, а также в ½, 1, 2 и 4 сольдо, серебряные монеты достоинством в 5 и 10 сольдо, а также в 1, 2, 2½ и 5 лир, и золотые монеты достоинством в 5, 10, 20, 50 и 100 лир.